# Wedge Tomb von Kilnavert

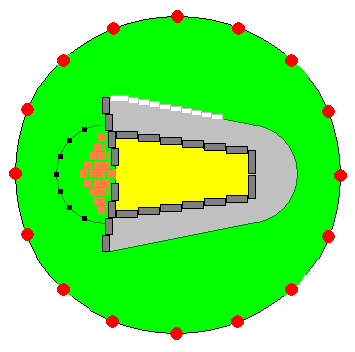
Prinzipskizze Wedge Tomb am Beispiel von Island

Das Nordwest-Südost orientierte Wedge Tomb von Kilnavert ist auf der Ordnance-Survey- (OS) und der historischen Karte als „Giants Grave“ eingetragen. Es liegt im Townland Kilnavert (irisch Cill na bhFeart) an einem leichten Anstieg im Hügelland, östlich des Gortnaleck Lough (See) bei Ballyconnell im County Cavan in Irland. Wedge Tombs (deutsch „Keilgräber“), früher auch „wedge-shaped gallery grave“ genannt, sind ganglose, mehrheitlich ungegliederte Megalithanlagen der späten Jungsteinzeit und der frühen Bronzezeit Irlands.

## Beschreibung
Das Wedge Tomb ist von Bäumen umgeben und besteht aus einer etwas zerstörten etwa 3,5 m langen flachen Kammer, die von Randsteinen flankiert wird. Die Kammer verengt sich in der Breite von 1,5 m vorne auf 1,35 m am nördlichen Ende. Eine Deckenplatte bedeckt alles außer dem hinteren Ende. Es gibt Spuren eines Hügels von 11 m × 10 m.
Etwa 2,0 m westlich der Nordseite liegt ein Fassadenstein und auf der Südseite der Kammer liegen drei Außenwandsteine und ein weiterer 2,5 m westlich. Im Norden liegen zwei Außenwandsteine, 5 m voneinander entfernt.
Die Gegend von Kilnavert hieß ursprünglich Fossa Slécht oder Rath Slécht, wonach die Ebene von Magh Slécht („die Ebene der Kniefälle“) benannt wurde.

## Die Menhire
Der Menhir 1 (englisch Standing Stone) steht 4,5 m nördlich des Wedge Tomb. Es ist ein unregelmäßig geformter Stein von etwa 1,76 m Höhe, 0,80 m Breite und 0,35 m Dicke. 
Der Menhir 2 steht südöstlich des Wedge Tombs am Hang eines niedrigen Drumlin. Es ist ein unregelmäßig geformter Stein von etwa 2,1 m Höhe, 0,97 m Breite und 0,78 m Dicke.